# 하과레스 데 코르도바
하과레스 데 코르도바(Jaguares de Córdoba)는 콜롬비아에 위치한 몬테리아를 연고로 하는 축구팀이다. 이 팀은 2012년에 창단하였다.